# Alexander Martin
Alexander Martin (ur. 1740, zm. 2 listopada 1807) – amerykański polityk.
W latach 1782–1784 i ponownie w latach 1789-1792 był gubernatorem stanu Karolina Północna, a w latach 1793–1799 reprezentował ten stan w Senacie Stanów Zjednoczonych.